# Médaille commémorative de la guerre 1940-1945

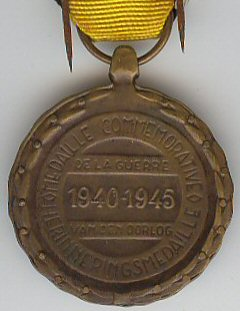
Revers de la médaille

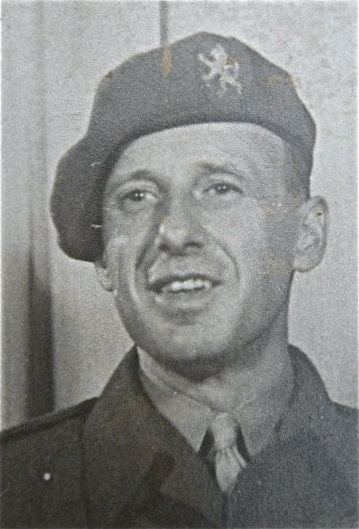
Officier dans l'armée et chef de groupe de la résistance Henri Bernard, un récipiendaire de la Médaille commémorative de la guerre 1940-1945

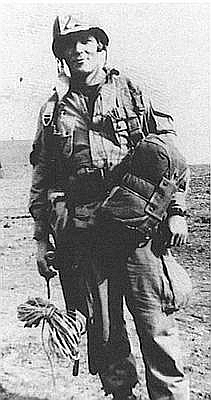
Major Richard Winters, un officier américain du aéroporté et récipiendaire de la Médaille commémorative de la guerre 1940-1945

La Médaille commémorative de la guerre 1940-1945 (néerlandais : Herinneringsmedaille van den Oorlog 1940-1945) était une décoration militaire belge. Elle fut établie par arrêté du Régent le 16 février 1946 en reconnaissance aux hommes et femmes belges qui servirent durant la Seconde Guerre mondiale du côté des Alliés. Elle fut également décernée aux membres belges de la résistance et de la marine marchande. Un amendement ultérieur à son décret permettra de la décerner à des militaires étrangers s'étant mérité la Croix de guerre belge.

## Insigne
La médaille est circulaire. Elle est faite de bronze. La face avers montre le signe V de la victoire et un lion rugissant; sur les côtés gauche et droit sont gravés les années 1940 et 1945. Sur le revers est gravé en néerlandais et français : Herinneringsmedaille van den Oorlog 1940-1945 - Médaille Commémorative de la Guerre 1940-1945.
Le ruban est jaune avec 3 fines bandes noir, blanche, noir sur les bords.
Beaucoup d’agrafes sont autorisées à être attachées sur le ruban :
- les sabres croisés indiquent un service au combat durant la campagne de 1940 ou dans la résistance armée,
- les ancres croisées indiquent un service en combat naval,
- les éclairs croisés indiquent une participation dans les renseignements,
- un petit lion indique une mention à l'ordre du jour,
- une croix rouge émaillée indique une blessure au combat,
- une étoile de bronze par année de captivité comme prisonnier de guerre
- une étoile indique un service dans les troupes coloniales,
- une couronne indique un volontaire,
- de nombreuses barrettes de participation à une campagne (certaines sont droites, d'autres ellipsoïdes):
  - Barrettes droites:
    - Ardennes
    - Ardennes belges
    - Atlantique nord
    - Bataille d'Angleterre
    - Bataille de Belgique 1940
    - Beauquesne
    - Belgique
    - Campagne d'Allemagne
    - Campagne de Hollande
    - Canal Albert
    - Canal Albert-Kanne
    - Canal de Terneuzen
    - Canal de Wessem
    - Dieppe
    - Emden
    - Escaut
    - Flandres 1940
    - Frontière
    - Italie
    - Knesselare
    - La Dendre 1940
    - La Gette
    - La Lys 1940
    - Liège 1940
    - Manche
    - Namur 1940
    - Nevele
    - Normandie
    - Oldenburg
    - Ronsele
    - Vinkt
    - Walcheren
    - Winterbeek
    - Yougoslavie
    - Zelzate
    - Zwinjndrecht

  - Barrettes ellipsoïdes:
    - Allemagne 1944-1945
    - France 1944
    - Pays-Bas 1944-1945
    - Tchécoslovaquie 1945
    - Ardennes 1944-1945

## Récipiendaires illustres (liste partielle)
- Vice-amiral aviateur le chevalier André Schlim
- Lieutenant-général Jean-Baptiste Piron
- Comte Pierre Harmel
- Victor Michel, Réseau Socrate
- Lucie Deltour